# Ophiuche suavalis
Ophiuche suavalis là một loài bướm đêm trong họ Erebidae.